# Курена
Курена (ест. Kurena) — село в Естонії, у волості Торі повіту Пярнумаа. Розміщується на річці Ельбу.
З 1992 по 2017 рік входило до складу волості Аре. В результаті Адміністративної реформи 2017 року включене до складу волості Торі.